# Distrito electoral de Stapleton No. 1
Stapleton No. 1 (en inglés: Stapleton No. 1 Precinct) es un distrito electoral ubicado en el condado de Logan en el estado estadounidense de Nebraska. En el Censo de 2010 tenía una población de 292 habitantes y una densidad poblacional de 0,32 personas por km².

## Geografía
Stapleton No. 1 se encuentra ubicado en las coordenadas 41°37′40″N 100°31′23″O / 41.62778, -100.52306. Según la Oficina del Censo de los Estados Unidos, Stapleton No. 1 tiene una superficie total de 906.91 km², de la cual 906.46 km² corresponden a tierra firme y (0.05%) 0.45 km² es agua.

## Demografía
Según el censo de 2010, había 292 personas residiendo en Stapleton No. 1. La densidad de población era de 0,32 hab./km². De los 292 habitantes, Stapleton No. 1 estaba compuesto por el 98.63% blancos, el 0.34% eran afroamericanos, el 0.34% eran amerindios, el 0.34% eran asiáticos, el 0% eran isleños del Pacífico, el 0.34% eran de otras razas y el 0% pertenecían a dos o más razas. Del total de la población el 2.05% eran hispanos o latinos de cualquier raza.